# Shō Shishō
Shō Shishō (尚思紹, r. 1407–1421), aussi connu sous le nom Talumei, est un roi de Chūzan, un des trois royaumes des îles d'Okinawa, avant que celles-ci ne soient unies en un royaume unique. Il est l'ancêtre de la dynastie Shō.
Le fils de Shishō est Shō Hashi, connu pour être le premier souverain du royaume de Ryūkyū. Sa légitimité est reconnue par l'empereur Ming Yongle de Chine, qui envoie une mission diplomatique dans la capitale des Ryūkyū en 1415.

### Source de la traduction
- (en) Cet article est partiellement ou en totalité issu de l’article de Wikipédia en anglais intitulé « Shō Shishō » (voir la liste des auteurs).